# Liga dos Campeões da AFC de 2012
A Liga dos Campeões da AFC de 2012 foi a 31ª edição da liga organizada pela Confederação Asiática de Futebol (AFC). O campeão disputou a Copa do Mundo de Clubes da FIFA de 2012.

## Definição de participantes
A AFC aprovou os critérios para participação nas temporadas de 2011 e 2012. A data da decisão final foi definida após a reunião do Comitê Executivo em novembro de 2010.
Equipes por país:
| País                   | Qtd. |
| Arábia Saudita         | 4    |
| China                  | 4    |
| Coreia do Sul          | 4    |
| Emirados Árabes Unidos | 4    |
| Irã                    | 4    |
| Japão                  | 4    |
| Austrália              | 2    |
| Catar                  | 2    |
| Uzbequistão            | 2    |
| Indonésia              | 1    |
| Singapura              | 1    |

## Fase de qualificação

### Ásia Ocidental

#### Semifinal
| 10 de fevereiro  | Esteghlal                  | 2 – 0     | Zob Ahan | Azadi Stadium, Teerã                     |
| 17:15 (UTC+3:30) | Heyrdari 23' · Borhani 67' | Relatório |          | Público: 33 750 Árbitro: JPN Minoru Tōjō |

#### Final
| 18 de fevereiro  | Esteghlal                                | 3 – 1     | Al-Ettifaq   | Azadi Stadium, Teerã                            |
| 17:20 (UTC+3:30) | Jerković 37' · Heydari 62' · Borhani 65' | Relatório | Al-Salem 59' | Público: 61 120 Árbitro: UZB Valentin Kovalenko |

| 18 de fevereiro | Al-Shabab                      | 3 – 0     | Neftchi Farg'ona | Maktoum Bin Rashid Al Maktoum Stadium, Dubai |
| 20:00 (UTC+4)   | Obaid 6', 60' · Haydarov 90+3' | Relatório |                  | Público: 2 000 Árbitro: IRN Mohsen Torky     |

### Ásia Oriental

#### Final
| 16 de fevereiro   | Adelaide United                             | 3 – 0     | Persipura Jayapura | Hindmarsh Stadium, Adelaide              |
| 19:30 (UTC+10:30) | Boogaard 12' · Levchenko 57' · van Dijk 84' | Relatório |                    | Público: 5 013 Árbitro: JPN Masaaki Toma |

| 18 de fevereiro | Pohang Steelers                       | 2 – 0     | Chonburi | Pohang Steel Yard, Pohang               |
| 15:30 (UTC+9)   | Hwang Jin-Sung 28' · Park Sung-Ho 70' | Relatório |          | Público: 5 344 Árbitro: AUS Peter Green |

## Fase de grupos
O sorteio para a fase de grupos foi realizado em Kuala Lumpur, Malásia em 6 de dezembro de 2011.